# Хафстейн, Йоуханн
Йо́уханн Ха́фстейн (исл. Jóhann Hafstein; 19 сентября 1915, Акюрейри, Исландия — 15 мая 1980, там же) — премьер-министр Исландии с 10 июля 1970 до 14 июля 1971.

## Биография
Родился в семье преподавателя и переводчика Юлиуса Хафстейна, познакомившего исландских читателей с романом Германа Мелвилла «Моби Дик». Окончил юридический факультет Университета Исландии.
Начал политическую деятельность ещё студентом, в 1936—1937 годах — председатель студенческого совета Университета Исландии, в 1943—1949 годах — председатель Национальной молодёжной организации Партии независимости.
В 1943—1955 годах — член городского совета Рейкьявика.
В 1946—1978 годах — депутат альтинга,
в 1952—1963 годах — президент Банка рыболовства,
в 1961 году — министр юстиции, религии и промышленных дел, а также — министр здравоохранения,
в 1963—1970 годах — министр юстиции, религии и промышленных дел.
В 1970—1971 годах — премьер-министр Исландии.
С 1973 года на пенсии.